# فلسفة الجمال العصبية
فلسفة الجمال العصبية (أو الجماليات العصبية) هي اختصاص فرعي حديث نسبيًا لفلسفة الجمال التجريبية. تتخذ فلسفة الجمال التجريبية نهجًا علميًا في دراسة الإدراك الجمالي للفن، أو الموسيقا أو أي موضوع من شأنه إثارة الأحكام الجمالية. صيغ مصطلح فلسفة الجمال العصبية لأول مرة بواسطة سمير زكي في عام 1999، ووُضع تعريفه الرسمي في عام 2002 بوصفه الدراسة العلمية للأسس العصبية الكامنة خلف التفكر في العمل الفني وخلقه. توظف فلسفة الجمال العصبية العلوم العصبية في تفسير التجارب الجمالية وفهمها على المستوى العصبي. يثير هذا الموضوع اهتمام الباحثين من مختلف التخصصات بما في ذلك علماء الأعصاب، والمؤرخين الفنيين، والفنانين، والمعالجين بالفن وعلماء النفس.

## مناطق الدماغ المرتبطة بمعالجة الجماليات البصرية
يعتمد الإدراك الجمالي بشكل كبير على المعالجة التي تجريها المراكز البصرية في الدماغ مثل القشرة البصرية الأولية. تتوزع الإشارات من القشرة البصرية الأولية إلى مختلف المناطق المتخصصة في الدماغ. لا يوجد منطقة مفردة مسؤولة عن اتصال الدائرة البصرية المتخصصة، ما يقلل احتمالية تحديد مركز عصبي مفرد مسؤول عن الجماليات، إذ من المرجح وجود شبكة عصبية عوضًا عن ذلك. نتيجة لذلك، يتألف الدماغ البصري من عدد من أجهزة المعالجة المتوازية متعددة المراحل، إذ يتخصص كل منها في مهمة معينة مثل لون أو حركة ما. تُعتبر التخصصات الوظيفية للدماغ البصري من الأمور المعروفة بالفعل.
يمكن للظواهر الفيزيولوجية تفسير العديد من جوانب تقدير الفن. شهدت المناطق خارج الجسم المخطط المختلفة الخاصة بالقشرة البصرية تطورات لاستخراج الارتباطات بين مختلف السمات البصرية. تستطيع الاتصالات المباشرة من هذه المناطق إلى البنى النطاقية تسهيل اكتشاف مختلف المنبهات البصرية وربطها. بالإضافة إلى ذلك، تزداد جاذبية الفن عند إنتاجه نشاطًا مرتفعًا في بُعد مفرد وحيد عوضًا عن التنشيط الزائد لوحدات متعددة، إذ تتقيد هذه العملية وفقًا لتخصيص موارد الانتباه. في التجارب الهادفة إلى تحديد المناطق المتخصصة، يسمح العديد من الباحثين للمشاهد بتحديد الجاذبية الجمالية قبل استخدام تقنيات التصوير لرصد التصورات المتباينة للجمال. عند تأمل الفرد في الجاذبية الجمالية، تشارك العديد من العمليات العصبية المختلفة خلال معاينته البراغماتية للصورة. مع ذلك، تشارك العمليات المسؤولة عن تحديد الشيء والحكم الجمالي بشكل متزامن في الإدراك الكلي للجماليات.

### قشرة فص الجبهة
تُعرف قشرة فص الجبهة مسبقًا بأدوارها العديدة في إدراك الأشياء الملونة، واتخاذ القرار والذاكرة. أظهرت الدراسات الحديثة أيضًا ارتباط قشرة فص الجبهة مع التجربة الجمالية الواعية نظرًا إلى نشاطها خلال المهام الجمالية مثل تحديد جاذبية المنبهات البصرية. قد يرجع هذا النشاط إلى الحاجة لإصدار حكم ما، إذ يتطلب ذلك ذاكرة بصرية مكانية. وجد زكي وكواباتا في دراسة لهما مشاركة القشرة الجبهية الحجاجية الإنسية (إم أو إف سي) في إصدار الحكم عند اعتبار لوحة ما جميلة أم لا. تظهر هذه المنطقة نشاطًا مرتفعًا عند معاينة الفرد اللوحات الجميلة من وجهة نظره. تشير أدلة أخرى إلى وجود نشاط في نفس المنطقة أثناء اختبار الجمال المستمد من مختلف المصادر، بما في ذلك الجمال الموسيقي والجمال الأخلاقي، وحتى الجمال الرياضي. من المثير للاهتمام ظهور نمط مختلف عند اختبار السمو، على عكس الجمال؛ علاوة على ذلك، فيما يتعلق بالحكم، اختلفت أنماط النشاط بين الأحكام الجمالية والإدراكية الحسية على الرغم من حدوث النشاط في نفس المناطق الدماغية، إذ تتمثل أهم الاختلافات الملحوظة في مشاركة القشرة الجبهية الحجاجية في الأحكام الجمالية، دون أي تدخل في الأحكام الإدراكية الحسية. بشكل مثير للدهشة، لم يظهر نشاط في بنى منفصلة عند معاينة الفرد للوحة قبيحة من وجهة نظره. نتيجة لذلك، من المقترح أن التغيرات في شدة التنشيط في القشرة الجبهية الحجاجية مرتبطة مع تحديد الجمال (التنشيط المرتفع) أو القباحة (التنشيط المنخفض). بالإضافة إلى ذلك، أظهرت القشرة الجبهية الحجاجية الإنسية استجابة على الجماليات بالنسبة إلى السياق المعروضة من خلاله، مثل عرضها بشكل نص أو غيرها من توصيفات العمل الفني الأخرى. تشير الأدلة الحالية التي تربط القشرة الجبهية الحجاجية مع القيم التلذذية المنسوبة عبر الأنماط الذوقية، والشمية والبصرية إلى إمكانية اعتبار القشرة الجبهية الحجاجية مركزًا مشتركًا لتقييم قيمة المنبه. يعود إدراك الجماليات في هذه المناطق إلى تنشيط نظام المكافأة الخاص بالدماغ بدرجة معينة من الشدة.
بالإضافة إلى ذلك، تنشط قشرة الفص الجبهي الظهراني (بّي دي سي) بشكل انتقائي بواسطة المنبهات التي يمكن اعتبارها جميلة بشكل حصري، بينما يحدث النشاط الجبهي ككل خلال إطلاق الحكم على المنبهات المرضية وغير المرضية على حد سواء. قد تنشط قشرة فص الجبهة بشكل عام من أجل توجيه انتباه الآليات المعرفية والإدراكية الحسية باتجاه الإدراك الجمالي لدى الناظرين من غير ذوي الخبرة في الفنون البصرية. بعبارة أخرى، ترتبط بشكل مباشر مع معاينة الفرد للفن من منظور جمالي نظرًا إلى التحكم من الأعلى إلى الأسفل في معرفته. ثبت أن قشرة فص الجبهة الوحشية مرتبطة مع عملية ذات مرجعية ذاتية من الترتيب الأعلى بالإضافة إلى تقييم المعلومات المتولدة داخليًا. قد تشارك قشرة فص الجبهة الوحشية اليسرى، باحة برودمان 10، في عملية الحفاظ على الانتباه في تنفيذ الأهداف المتولدة داخليًا المرتبطة بمقاربة الفن من منظور جمالي. كما ذُكر سابقًا، قد يمتلك توجيه الانتباه نحو الجماليات أهمية تطورية.

### مناطق إضافية
تلعب المشاعر دورًا كبيرًا في معالجة الجماليات. أظهرت التجارب، المصممة خصيصًا لدفع المشاركين في التجربة نحو معاينة العمل الفني بموضوعية (من خلال استقصاء الجاذبية الجمالية) بدلًا من استخدام الأجهزة البصرية ببساطة، حدوث تنشيط أعلى في دوائر المشاعر في الدماغ. كشفت نتائج هذه التجارب حدوث تنشيط مرتفع في القشرة الجزيرية ثنائية الجانب، إذ يمكن عزو ذلك إلى التجربة الشعورية لمعاينة الفن. يرتبط هذا مع وظائف الجزيرة الشعورية الأخرى. مع ذلك، ما يزال الارتباط بين الحالات المختلفة لتنشيط الجزيرة من جهة والمشاعر الإيجابية والسلبية من جهة أخرى مجهولًا فيما يتعلق بهذا السياق. قد تتناقض النظرة الشعورية للفن مع الإدراك المرتبط بالتعرف على الشيء عند معاينة الفن بشكل براغماتي. أظهر التلفيف المغزلي نشاطًا على المنبهات البصرية مقل الوجوه والفن التمثيلي. تبرز أهمية ذلك في هذا المجال، كما تنبأ راماشاندران، من خلال قدرة التعرف على الأشياء والبحث عن المعنى على إثارة استجابة شعورية مرضية. ثبت أيضًا وجود دور للقشرة الحركية في الإدراك الجمالي. مع ذلك، أظهرت اتجاهات معاكسة من التنشيط مقارنة بالقشرة الجبهية الحجاجية. قد تعمل القشرة الحركية كجهة ربط شائعة في إدراك المنبهات المشحونة شعوريًا على الرغم من أدوارها المعروفة مسبقًا. ثبت وجود نشاط ضئيل في العديد من مناطق الدماغ الأخرى خلال دراسات معينة مثل القشرة الحزامية الأمامية، التي تُعرف سابقًا بدورها في الشعور بالرومانسية، بالإضافة إلى القشرة الجدارية اليسرى، التي يتمثل دورها في توجيه الانتباه المكاني.
يعالج الدماغ الأساليب الفنية المختلفة بطرق مختلفة. في دراسة حول الأشكال المنتقاة من الفن التجريدي والتمثيلي، أظهرت مناطق التلافيف القذالية ثنائية الجانب، والشق الحزامي الأيسر والتلفيف المغزلي ثنائي الجانب نشاطًا متزايدًا مع تفضيل متزايد عند معاينة الفن. مع ذلك، قد يرجع التنشيط المرصود في التلافيف القذالية ثنائية الجانب إلى متطلبات المعالجة الكبيرة المفروضة على الجهاز البصري عند معاينة التفاصيل البصرية عالية المستوى في العمل الفني مثل اللوحات التمثيلية. أظهرت العديد من مناطق الدماغ المختلفة استجابات على أشكال الفن التمثيلي بشكل خاص، إذ قد يرجع ذلك إلى قدرة الدماغ على خلق ارتباطات بين الأشياء والوظائف الأخرى المتعلقة بالانتباه والذاكرة. يقود هذا الشكل من التنبيه إلى تزايد النشاط في الفص الجبهي الأيسر وبشكل ثنائي الجانب في الفصين الجداريين والفصين الحوفيين. بالإضافة إلى ذلك، يلعب الفصيص الجداري العلوي الأيسر، باحة برودمان 7، دورًا في بناء الصورة النشط خلال معاينة الفن الذي يتضمن بشكل خاص أشكالًا غير محددة مثل اللوحات غير واضحة الحواف. تشارك عمليات المعالجة من أسفل إلى أعلى مثل كشف الحواف واستكشاف المنبهات البصرية خلال هذا النوع من الإدراك الجمالي. تتوافق هذه الأدوار مع مهام الفص الجداري المعروفة سابقًا في الإدراك المكاني والتصوير المرئي.